# Білоруська етнографія
Білоруська етнографія — історична наука, що вивчає життя та культуру білорусів, їх походження (етногенез), поселення, культурно-історичні зв’язки.

## Метод білоруської етнографії
Основним методом білоруської етнографії є безпосередні спостереження; використовуються також письмові джерела, пам’ятки, соціологічні методи дослідження. Наука тісно пов'язана з історією, археологією, географією, етногеографією, антропологією, мовознавством, фольклористикою, з природничими науками (при вивченні національної агрономії, метеорології) та іншим.

## Білоруська етнографія як самостійна наука
Білоруська етнографія стала незалежною наукою до середини XIX століття. Перші відомості про племена, які жили на території Білорусі, містяться в літописах та інших історичних пам’ятках Київської Русі. Життя білорусів Великого князівства Литовського відображено у вірші Н. Гусовського «Пісня про бізона» (1523, Краків, латина), зафіксованому в документах, інвентарях, замальовках мандрівників та послів, серед них: «Примітки про московські справи» С. Герберштайна (1549, Відень), «Про релігію, пожертвування, весілля, поминальні обряди русинів, московитів і татар. З творів різних письменників...» Я. Ласицький (1582, Spirit, Німеччина, латина).
Приєднання Білорусі до Росії привернуло увагу російської громадськості до життя та культури білорусів. З'явилися «Опис Кричівського повіту» Андрія Мейєра (написаний 1786 року, опублікований 1901 року), «Замітки про експедиції в Білорусь» академіки І. І. Лепехін та В. М. Севергін. Пізніше дослідження проводили Російська академія наук, Московське товариство історії та старожитностей Росії («Російське кладовище простих свят і забобонних обрядів» І. М. Снєгірьова (1837 — 1839), гурток М. П. Рум'янець. Найповніша духовна культура білорусів представлена у збірці «Білоруський архів» П. Б. Кіреана.
Білорусь досліджували польські та білоруські діячі культури, більшість з яких об’єднані у групи при Вільнюському університеті. Життя білорусів широко показано у публікаціях 3. І. Даленга-Хадаковського, М. Черновського, Дж. Чачоти, І. Ярошевича, Р. А. Подберескі, Ю. І. Крашевського, Дж. Барщевського, Я. П. Тишкевича, Р. С. Зянькевича, У. Сирокомлі, а також А. Ф. Рипінського, Л. Голембіовського.
Більш систематичне та цілеспрямоване збирання етнографічних матеріалів розпочалося після заснування (1845) Російського географічного товариства, яке мало філію етнографії. Вийшли твори М. А. Без-Корніловича, П. М. Шпілевського, І. Юркевича, М. Анімеля. Матеріали, зібрані у 1840 —1850 роках Адамом Кіркором, складали дві частини 3-го тому видання «Мальовнича Росія» («Литовське Полісся» та «Білоруське Полісся», 1882). Після повстання 1863 — 1864 років етнографічні межі та етнічний склад населення західних губерній Російської імперії інтенсивно вивчалися. У «Матеріалах для географії та статистики Росії, зібраних офіцерами Генерального штабу» серед томів, присвячених Білорусі, «Гродненська губернія» П. В. Бобровського (1863) особливо виділяється.
Формування білоруської нації було обумовлено виходом на арену наукової діяльності місцевих сил. Різні суспільно-політичні переконання дослідників визначали їх погляди на Білорусь та білоруський народ. Виступали з демократичних позицій такі постаті, як Іван Носович, Юліан Крачковський, Павло Чубинський, Михайло Дмитрієв, М. І. Васильєв та інші, від ліберальних — Едмунд Івашкевич, Іван Бермен, Констянтин Тишкевич, з великих — Петро Гільтебрант, Михайло Коялович, Мстислав Камінський, а також укладачі етнографічних карт Родеріх Еркерт, Петро Кеппен, суперечливі висновки зробив Олександр Сементовський, Петро Безсонов, Сергій Максимов, Іван Єремич.

## Відомі етнографи Білорусі
- Володимир Добровольський (1856 — 1920)
- Йосип Дроздович (1888 — 1954)
- Юхим Карський (1861 — 1931)
- Адам Кіркор (1818 — 1886)
- Юліан Крачковський (1840 — 1903)
- Арсен Ліс (нар. 1934)
- Микола Нікіфоровський (1845 — 1910)
- Євдоким Романов (1855 — 1922)